# George Albert Smith (Filmproduzent)

George Albert Smith, um 1900

George Albert Smith (* 4. Januar 1864 in London; † 17. Mai 1959 in Brighton) war ein britischer Filmpionier, der zu Beginn des 20. Jahrhunderts als Mitglied der Brighton School maßgeblich an der technischen und künstlerischen Entwicklung des Films beteiligt war. Smith’ Filme gehörten zu den ersten, welche innovativ die Mittel des Filmschnitts und der Nahaufnahme benutzten, darüber hinaus hat er mit dem Kinemacolor-System eines der ersten praktikablen Farbfilmverfahren erfunden.

## Biografie

### Frühe Jahre
George Albert Smith wurde in London geboren, wo er auch seine ersten Lebensjahre verbrachte. Nach dem frühen Tod des Vaters zog die Familie in das Seebad Brighton, wo Smiths Mutter eine Pension betrieb. Als Siebzehnjähriger begann Smith eine Karriere als Bühnenkünstler in Brighton. Er trat als Hypnotiseur und Mentalist auf, worin Smith eine so eine große Meisterschaft erlangte, dass die Society for Psychical Research (SPR) tatsächlich von seinen telepathischen Fähigkeiten überzeugt war. Smith wurde Privatsekretär und Forschungsobjekt des Psychologen Edmund Gurney, einem Gründungsmitglied der SPR, und veröffentlichte selbst Ende der 1880er-Jahre einige Schriften zu parapsychologischen Phänomenen.
1888 heiratete Smith die Schauspielerin Laura Eugenia Bayley. Das Ehepaar lebte zunächst in Ramsgate, zog aber um 1890 nach London. 1892 erwarb George Albert Smith das Anwesen St. Ann’s Well Garden in Hove nahe Brighton und richtete dort einen Lustgarten ein. Zur Unterhaltung der zahlreichen Besucher präsentierte Smith neben Wahrsagern und dressierten Affen auch aufwändig inszenierte Aufführungen der Laterna magica.
Im Frühjahr 1896 besuchte Smith die Filmvorführungen der Brüder Lumière in London. Smith begann sich für diese neue Unterhaltungsform zu interessieren, erwarb Ende 1896 oder Anfang 1897 eine Filmkamera und begann mit der Herstellung seiner eigenen Filme. Ähnlich wie dem französischen Zauberkünstler Georges Méliès gelang es Smith bereits mit seinen ersten Filmen, Bühnentricks und Effekte der Laterna magica im Film umzusetzen. So gilt sein Film Santa Claus aus dem Jahr 1898 dank der innovativen Verwendung von Stoptricks und Doppelbelichtungen als eines der frühesten Beispiele der Filmgeschichte für die Darstellung einer Parallelhandlung.

### Karriere als Filmproduzent
1899 errichtete Smith in St. Ann’s Well Garden ein Filmstudio mit Glasdach, welches ihm die Ausweitung der Filmproduktion ermöglichte. Bereits 1897 hatte er ein Laboratorium zur Entwicklung der Filme eingerichtet, in dem er nicht nur seine eigenen Werke, sondern auch die anderer Filmemacher in Brighton und Hove wie James Williamson oder Esme Collings entwickelte. Durch die enge Zusammenarbeit mit dem Filmkamera-Konstrukteur Alfred Darling und dem Filmverleiher Charles Urban entstand ein Netzwerk von Filmpionieren, das großen Anteil an der künstlerischen und technischen Entwicklung des Mediums Film nahm. George Albert Smith zählte zusammen mit Williamson zu den führenden Köpfen dieser „Schule von Brighton“.
Im Februar 1899 drehte Smith in seinem Studio eine komische Szene, die er in einen Phantom Ride von Cecil Hepworth montierte. Der so entstandene Film The Kiss in the Tunnel zeigt zunächst, wie ein Zug in einen Tunnel einfährt. Es folgt die von Smith gefilmte Szene, in der zwei Reisende (dargestellt von Smith und seiner Ehefrau Laura) in einem Zugabteil die Dunkelheit während der Durchfahrt des Tunnels nutzen, um sich leidenschaftlich zu küssen. Der Film endet mit einem weiteren Ausschnitt aus Hepworths Phantom Ride, der die Ausfahrt des Zugs aus dem Tunnel zeigt. Zwar gab es vor A Kiss in the Tunnel schon einige wenige Filme, die aus mehreren Einstellungen bestanden, doch gilt Smiths Film als eines der frühesten und einflussreichsten Beispiele des szenischen Filmschnitts, der mit dazu beitrug, den unsichtbaren Schnitt als die wichtigste Montagetechnik des klassischen Films zu etablieren.
Im Jahr 1900 folgte eine Reihe von Filmen, die zu den bedeutendsten Werken Smiths zählen und die eine Abkehr des damals üblichen Tableau-Stils darstellten. In Grandma’s Reading Glass und As Seen Through a Telescope wurden Großaufnahmen und Point-of-View-Shots der durch ein Vergrößerungsglas beziehungsweise durch ein Teleskop beobachteten Gegenstände und Ereignisse in die einfache narrative Struktur der Filme eingefügt. In The House That Jack Built wird der Film im zweiten Teil der Handlung rückwärts abgespielt und in Let Me Dream Again findet ein beinahe nahtloser Übergang zwischen Traum und Realität durch eine Überblendung statt. In den 1990er-Jahren wurde Smiths Urheberschaft dieser Filme von dem niederländischen Filmhistoriker Tjitte de Vries in Frage gestellt und stattdessen Arthur Melbourne-Cooper zugeschrieben. Die Mehrheit der Filmhistoriker widersprach aber diesen Behauptungen.
Neben den auf die Präsentation der Effekte hinzielenden Filmen produzierte Smith hauptsächlich Filmkomödien, in denen er seine Ehefrau Laura Bayley (in den Katalogen meistens als Mrs. George Albert Smith bezeichnet) in Szene setzte. Anstelle der Totale bevorzugte Smith in Filmen wie The Old Maid’s Valentine von 1900 Close-Ups, um das Mienenspiel der ausgebildeten Komödiantin detailliert darzustellen. Laura Bailey war auch Hauptdarstellerin in Mary Jane’s Mishap aus dem Jahr 1903, der als einer der letzten Erfolge Smiths gilt.

### Kinemacolor
1903 produzierte George Albert Smith seine letzten Filme auf St. Ann’s Well Garden. Im folgenden Jahr gab er St. Ann’s Well Garden auf, richtete sich ein Laboratorium einige Kilometer westlich von Hove in Southwick ein und beschäftigte sich mit der Umsetzung eines Systems zur Produktion von Farbfilmen.
Charles Urban hatte ab 1901 den Ingenieur Edward Turner bei der Entwicklung eines Farbfilmsystems unterstützt, das Turner zusammen mit F. Marshall Lee bereits 1899 zum Patent angemeldet hatte. Nach dem Tod Turners im Jahr 1903 beauftragte Urban Smith mit der Weiterentwicklung des Systems, das auf dem Prinzip der additiven Farbmischung beruhte. Smith erkannte schnell, dass das System von Turner und Lee wenig praktikabel war, benötigte aber drei Jahre, bis er selbst ein funktionsfähiges System entwickelt hatte. Im November 1906 meldete Smith seine „Kinematografische Apparatur für die Herstellung farbiger Filme“ zum Patent an.
Es vergingen zwei weitere Jahre bis zur ersten öffentlichen Demonstration des Verfahrens; die erste kommerzielle Vorführung fand schließlich am 26. Februar 1909 in London statt. Das Kinemacolor genannt System erwies sich als das kommerziell erfolgreichste Farbfilmsystem vor der Einführung des subtraktiven Farbverfahrens von Technicolor Mitte der 1920er-Jahre. Urban produzierte zahlreiche Filme in der eigens gegründeten Natural Color Kinematograph Company, bei der Smith aber nur als Berater im Hintergrund agierte.
Der Erfolg von Kinemacolor endete plötzlich im Jahr 1914, als der britische Filmpionier William Friese-Greene erfolgreich gegen Smiths Patent klagte und somit Konkurrenten die Entwicklung eigener Systeme basierend auf Smiths Erfindung ermöglichte. George Albert Smith zog sich daraufhin vollständig vom Filmgeschäft zurück. Er widmete sich fortan der Astronomie und geriet als Filmproduzent langsam in Vergessenheit.
Erst in den 1940er-Jahren wurden Smith und seine Filme wiederentdeckt. Der französische Filmhistoriker Georges Sadoul würdigte Smith als einen Filmpionier und prägte den Begriff der „Schule von Brighton“; Rachael Lowe porträtierte ihn in ihrer 1948 erschienenen History of British Films. Der britische Filmproduzent Michael Balcon nannte Smith den „Vater der britischen Filmindustrie“. 1955 wurde Smith mit einer Gala der British Film Academy geehrt.
Als einer der letzten Filmpioniere des 19. Jahrhunderts starb George Albert Smith 95-jährig am 17. Mai 1959.

## Filmografie (Auswahl)
- 1897: The Haunted Castle
- 1897: Comic Face
- 1897: The X-Ray Fiend
- 1898: The Mesmerist
- 1898: The Baker and the Sweep
- 1898: Photographing a Ghost
- 1898: Santa Claus
- 1898: Cinderella
- 1899: The Kiss in the Tunnel
- 1900: The Old Maid’s Valentine
- 1900: The House That Jack Built
- 1900: Let Me Dream Again
- 1900: Grandma’s Reading Glass
- 1900: As Seen Through a Telescope
- 1901: The Little Doctor and the Sick Kitten
- 1902: Grandma Threading Her Needle
- 1902: Coronation of Their Majesties King Edward VII and Queen Alexandria
- 1903: Sick Kitten
- 1903: Mary Jane's Mishap
- 1903: Dorothy's Dream
- 1908: A Visit to the Seaside